# Cnemaspis koehleri
Cnemaspis koehleri är en ödleart som beskrevs av  Mertens 1937. Cnemaspis koehleri ingår i släktet Cnemaspis och familjen geckoödlor. IUCN kategoriserar arten globalt som livskraftig. Inga underarter finns listade i Catalogue of Life.